# Diospyros xiangguiensis
Diospyros xiangguiensis är en tvåhjärtbladig växtart som beskrevs av Shu Kang Lee. Diospyros xiangguiensis ingår i släktet Diospyros och familjen Ebenaceae. Inga underarter finns listade i Catalogue of Life.